# Bakheng
Bakheng, vagy  Phnom Bakheng – a „Központi Hegy”– az egykori Khmer Birodalom első fővárosának hindu főtemploma Angkorban,  Kambodzsában. A Sivának ajánlott templom a 9. század végén I. Jaszovarman (889–910) király uralkodása alatt épült. A Bakheng természetes magaslaton álló  „templomhegy”, az univerzum szíve, az istenség székhelye. A 650×440 méteres alaprajzú templom minden oldalán 12-12 szentély áll. A koncentrikus négyszögeket formáló öt szint, a teljesség öt belső öve (lásd: Mandala) a tudás és a lélek újraszületésének szimbolikus útja. A progresszíven csúcsosodó templom legfelső szintjéhez az égtájak felől egy-egy lépcsősor vezet; a lépcső oroszlánszobrai egyedülállóan szépek. A központi szentély, az isten háza centrumában állt Síva és a dévarádzsa-istenkirály szövetségének közös jelképe, a linga.
A templomot eredetileg 108 torony díszítette. A tornyok száma és elhelyezkedése alapján a kutatók úgy tartják, hogy azok az égbolt csillagainak „másolatai”, a korabeli indiai csillagászati naptár alapján. 
Bár napjainkra a legtöbb torony összeomlott, mégis kedvelt turistacélpont, mert a templomból gyönyörű panoráma nyílik Angkorvatra, Angkorthomra és a környező területekre.